# Canavalia napaliensis
Canavalia napaliensis là một loài thực vật có hoa thuộc họ pea, Fabaceae, là loài đặc hữu của Hawaii. Trước đây nó phổ biến hơ ở quần đảo Hawaii và có thể được tìm thấy ở thung lũng Mākaha của Oʻahu nhưng ngày nay đã hạn chế trong tây bắc Kauaʻi.
Các môi trường sống tự nhiên của chúng là rừng khô nhiệt đới, rừng ẩm đất thấp, bụi khô.

## Hình ảnh

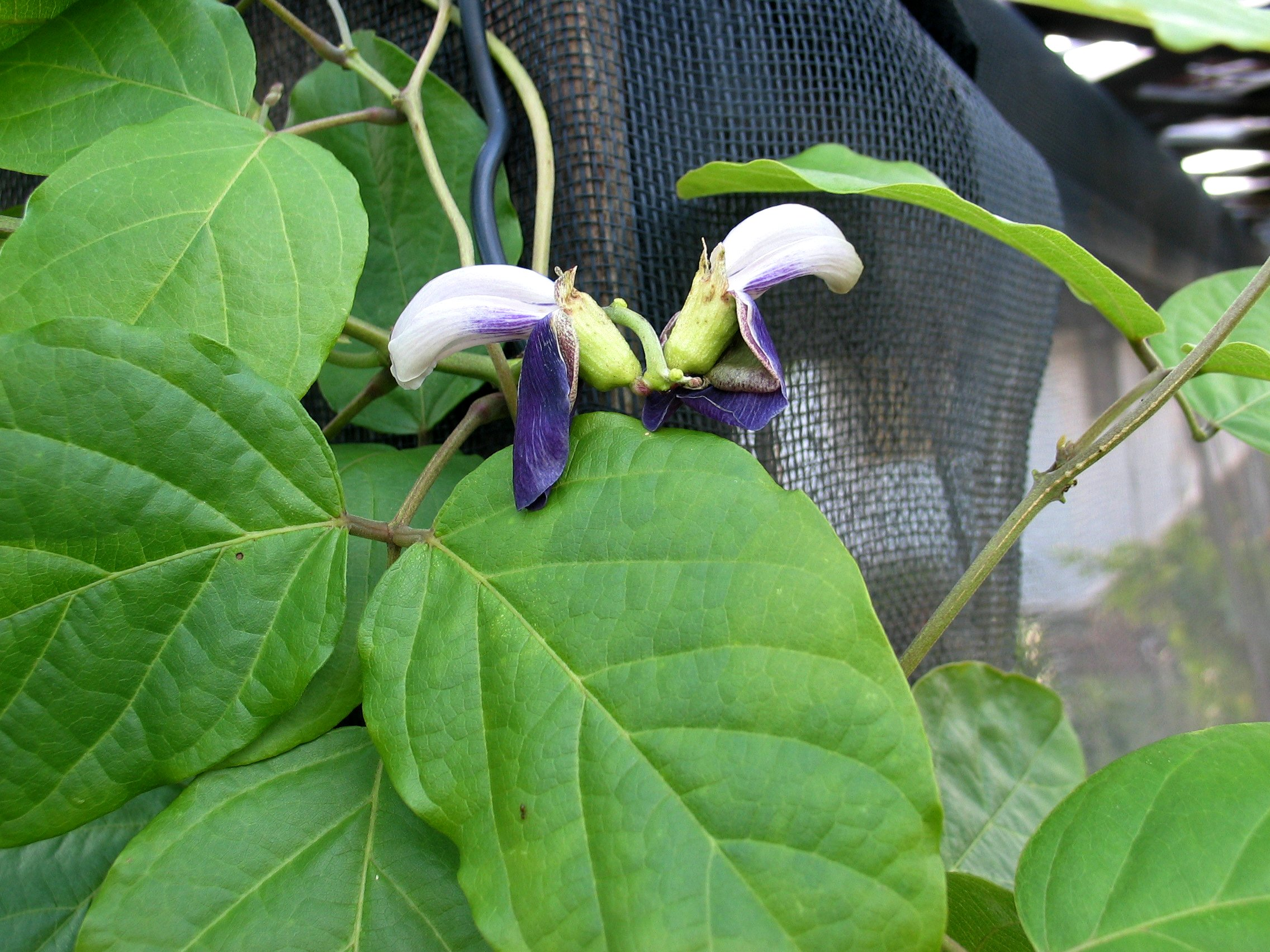
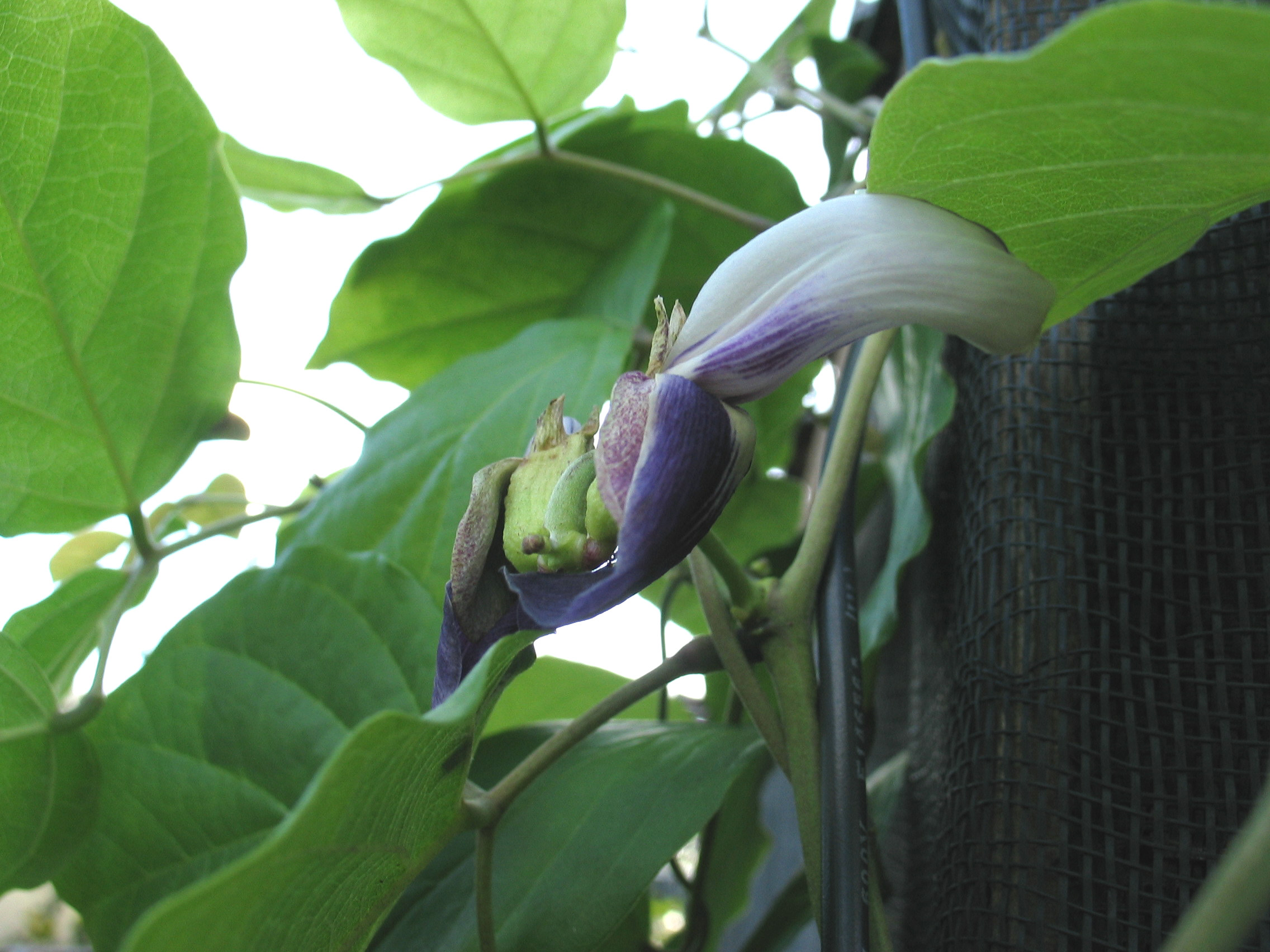